# Azya
Genre
Azya est un genre d'insectes coléoptères de la famille des coccinelles.

## Systématique
Le genre a été créé en 1850 par l'entomologiste et bibliothécaire français Étienne Mulsant. Azya a pour synonyme Azia.

## Liste des espèces
Selon GBIF (26 novembre 2022) :
- Azya ilicis Almeida & Carvalho, 1996
- Azya luteipes Mulsant, 1850
- Azya orbigera Mulsant, 1850
- Azya scutata Mulsant, 1850